# Orkiestra Wojskowa w Szczecinie

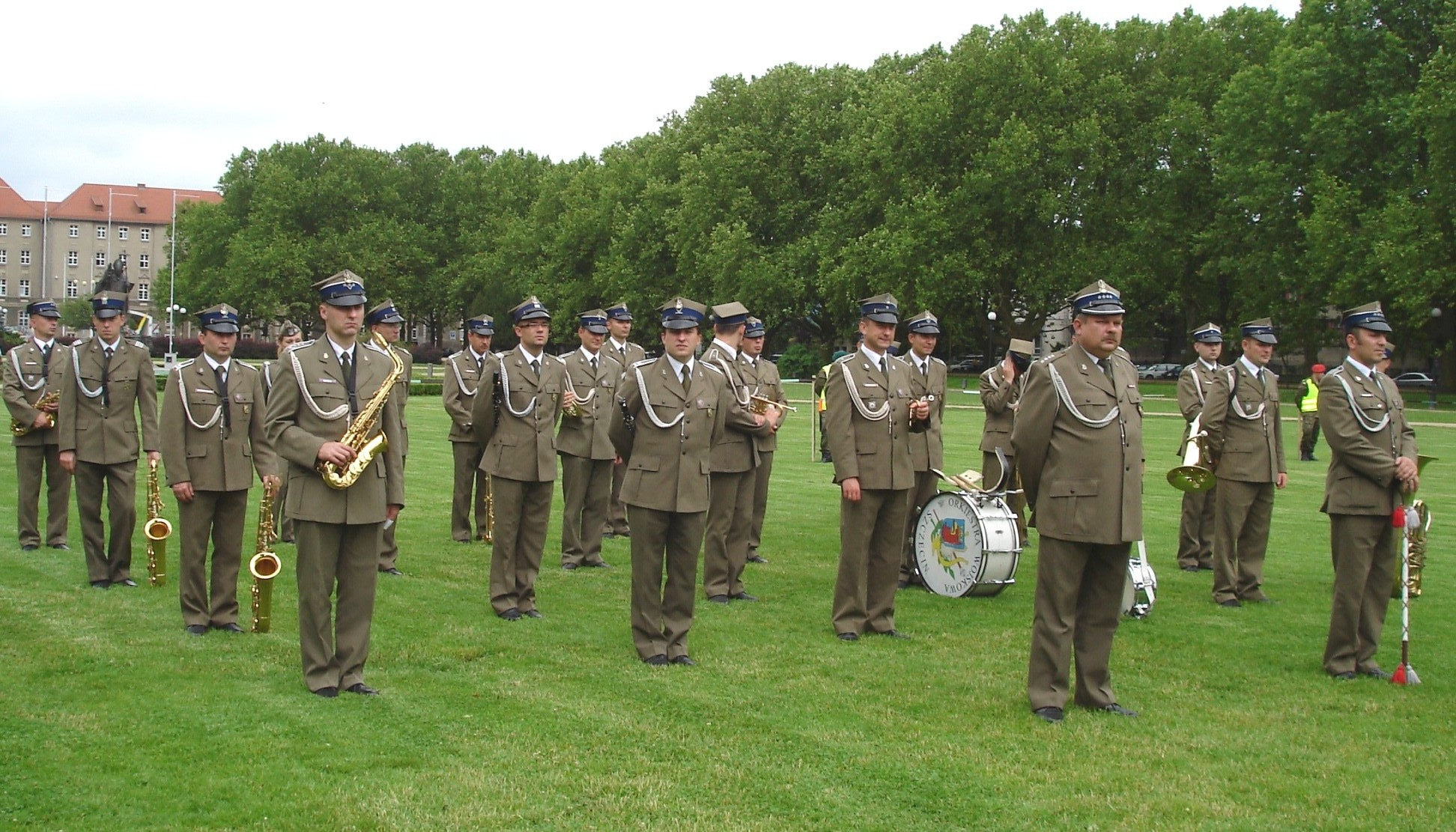
Orkiestra Garnizonu Szczecin (2009)

Orkiestra wojskowa w Szczecinie – orkiestra dęta, marszowa, musztry paradnej;
złożona z żołnierzy muzyków garnizonu gdańskiego i szczecińskiego; funkcjonująca od roku 1945 jako Orkiestra 12 Dywizji Piechoty; od 1958 Orkiestra 12 Dywizji Zmechanizowanej; od 2002 Orkiestra Garnizonu Szczecin; od 2012 z nazwą Orkiestra Wojskowa w Szczecinie; od 2014 podporządkowana pod Dowództwo Garnizonu Warszawa; w 2015 obchodziła jubileusz 70–lecia.

## Historia
Orkiestra Wojskowa w Szczecinie powstała na podstawie rozkazu Naczelnego Dowódcy Wojska Polskiego nr 058/Org z 15 marca 1945 w Poznaniu.

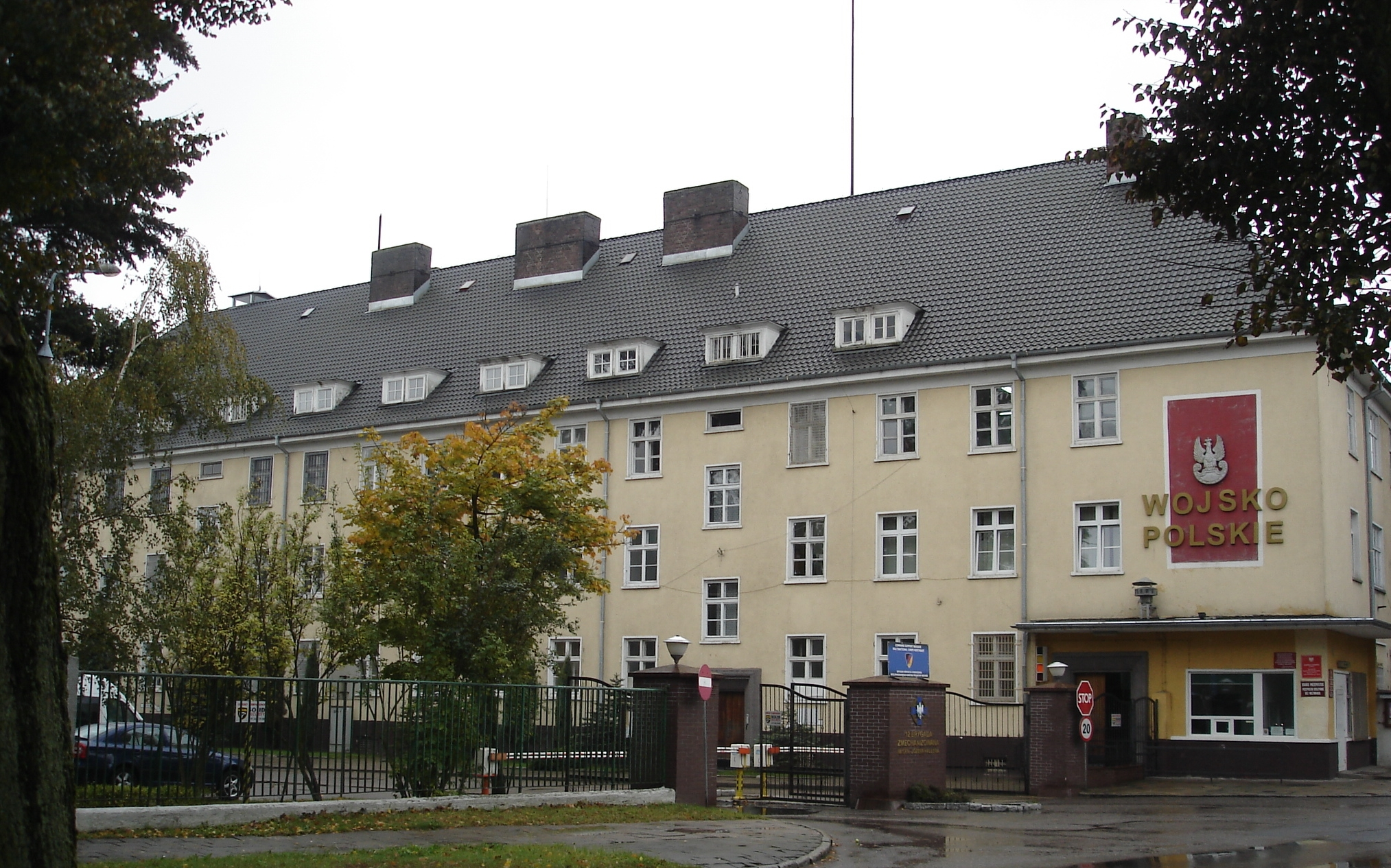
Kompleks koszarowy w Stargardzie Szczecińskim (2009)

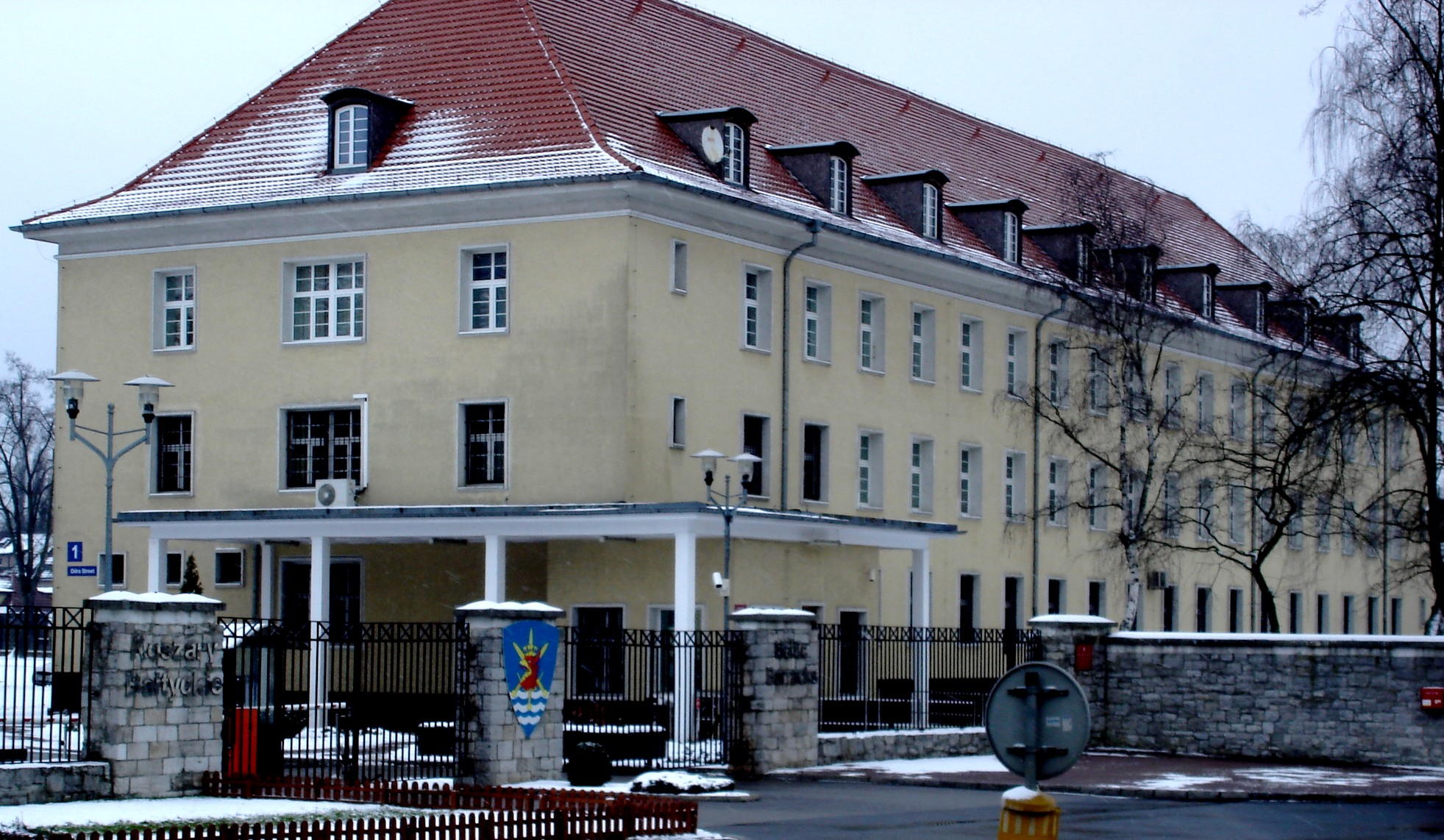
Kompleks koszarowy przy ul. Łukasińskiego w Szczecinie

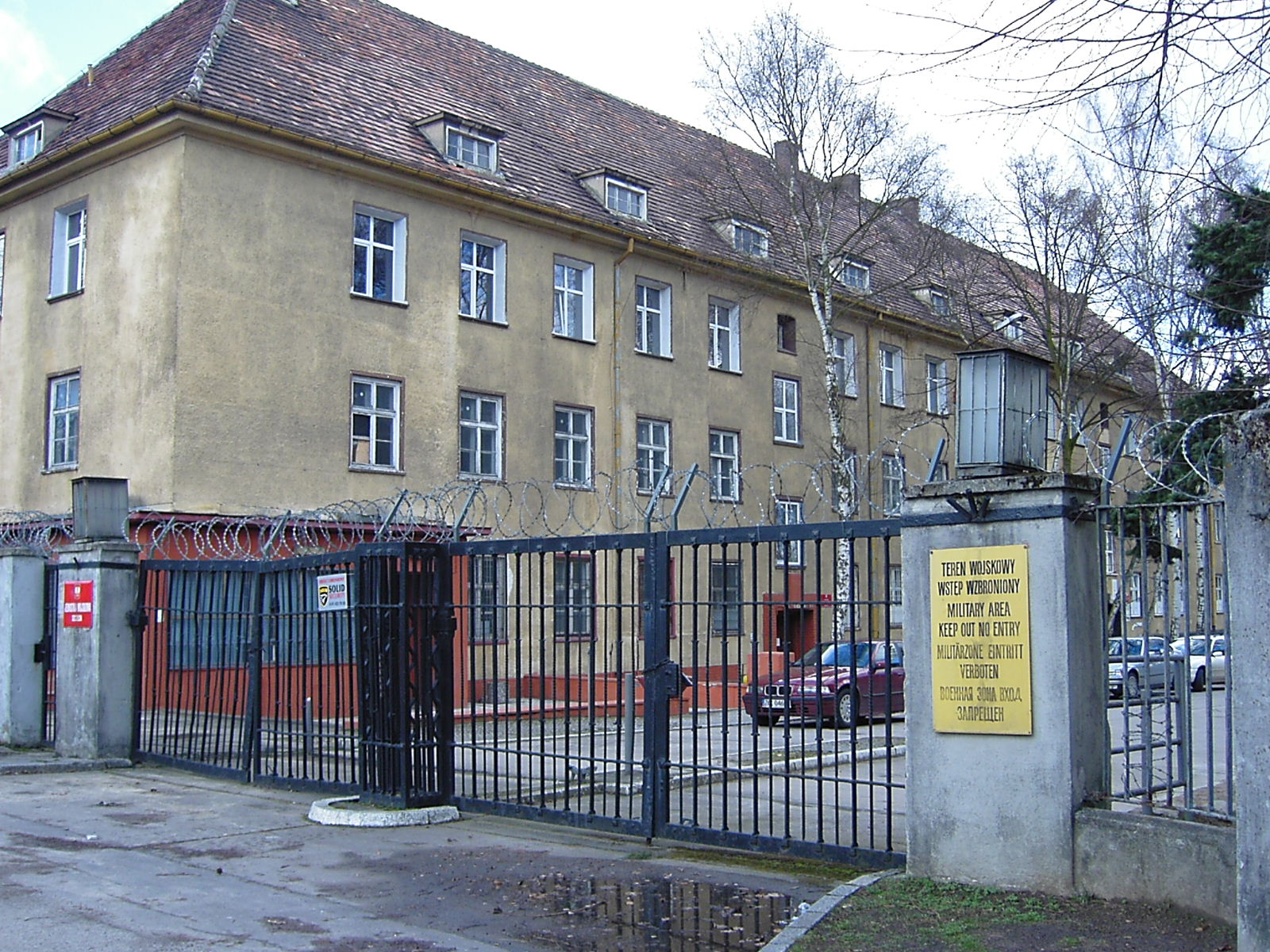
Koszary przy al. Ku Słońcu

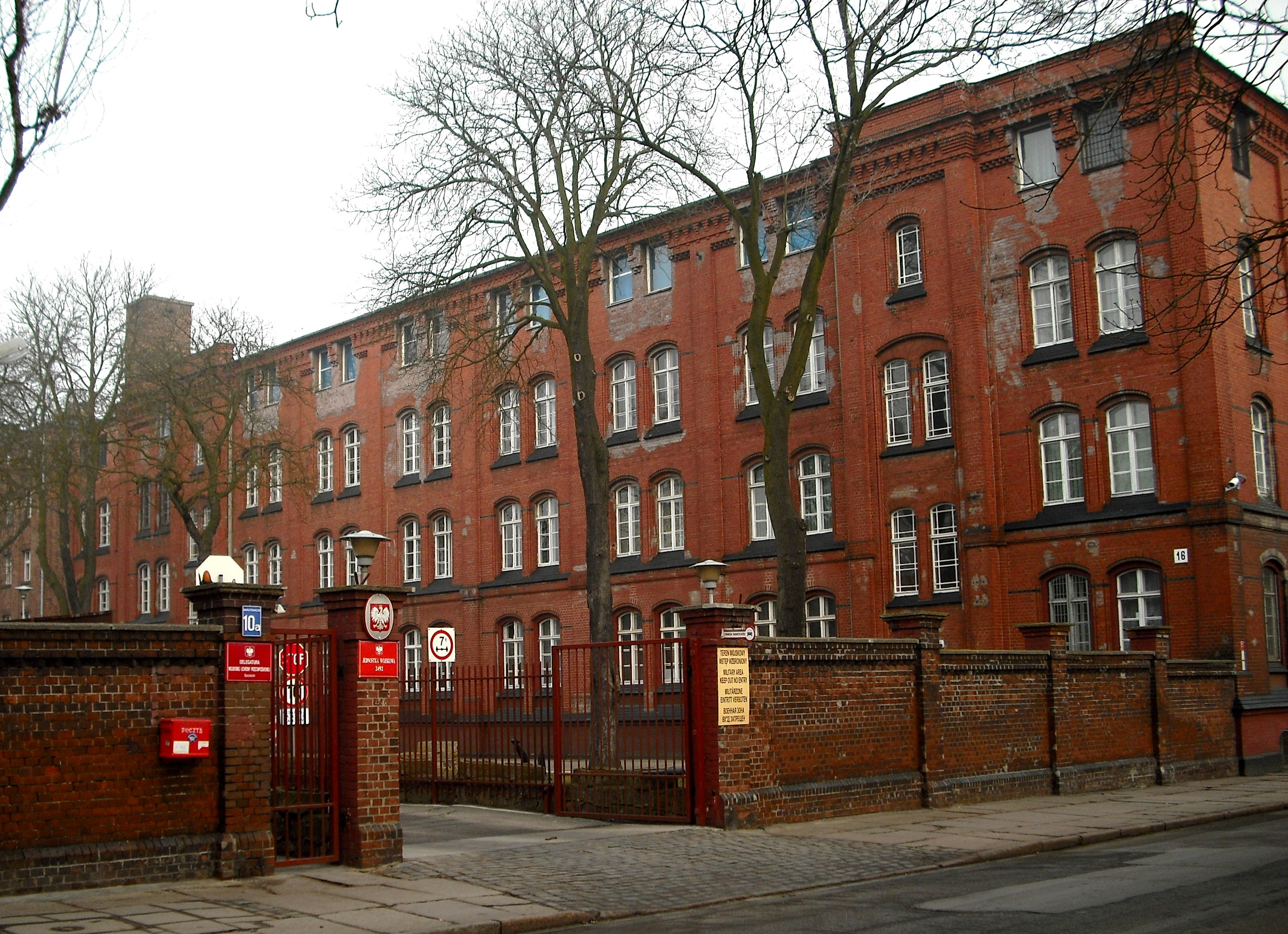
Kompleks koszarowy przy ul. Potulickiej i Narutowicza – był tam GOM

Z dniem 31 marca 1945 na podstawie rozkazu oddziału personalnego Wojska Polskiego Nr 01598, na stanowisko kapelmistrza orkiestry został wyznaczony ppor. Czesław Łowiński.
1 maja 1945 Orkiestra 12 Dywizji Piechoty zaprezentowała się po raz pierwszy w Poznaniu z okazji Święta Narodowego 3 maja.
22 maja 1945 12 Dywizja Piechoty rozpoczęła przegrupowywanie z Poznania do Szczecina. 1 czerwca 1945 sztab 12 DP, szpital oraz orkiestra zostały zakwaterowane w kompleksie białych koszar w Stargardzie. Orkiestra w tym czasie liczyła 43 żołnierzy. Na tamburmajora orkiestry został wyznaczony plutonowy Leon Zawodny, który był przeszkolony w prowadzeniu orkiestry przez por. Łowińskiego.
Jesienią 1945 sztab 12 DP wraz ze szpitalem i orkiestrą przedyslokowano do Szczecina. 26 listopada 1945 rozkazem nr 037/Org. ND WP rozformowano orkiestry dywizyjne, a w ich miejsce powołano orkiestry pułkowe. W 41 pułku piechoty stacjonującym w Szczecinie, funkcję dowódcy orkiestry pułkowej powierzono por. Łowińskiemu (dotychczasowy kapelmistrz orkiestry dywizyjnej), a w 43 pułku piechoty stacjonującym także w Szczecinie, sformowano 15 osobową orkiestrę pod dowództwem ppor. Leona Zawodnego. W 1946 43 pp wraz z pułkową orkiestrą przegrupował się do Garnizonu Stargard Szczeciński.
Orkiestra 41 pułku piechoty w Szczecinie od 1946 zafunkcjonowała pod nazwą:Orkiestra Garnizonowa 41 pułku piechoty w Szczecinie.
W maju 1949 z 2 Dywizji Piechoty im. Jana Kilińskiego z Piotrkowa Trybunalskiego został przeniesiony do Szczecina 5 pułk piechoty (tzw. „kołobrzeski”) wraz z orkiestrą, która stacjonowała jako orkiestra pułkowa do 1957. W dniu 15 maja 1957 zostały rozwiązane orkiestry pułkowe. Z orkiestry 5 pp i 41 pp utworzono orkiestrę dywizyjną pod nazwą: Orkiestra 12 Dywizji Piechoty. W latach 1968–1970 orkiestra została przeniesiona do kompleksu koszarowego przy al. Ku Słońcu. W latach 1958–2001 orkiestra funkcjonowała pod nazwą: Orkiestra 12 Dywizji Zmechanizowanej. W 2001 została przemianowana na Orkiestrę Garnizonu Szczecin.
Z dniem 1 stycznia 2012 r., kiedy rozformowano Garnizonowy Ośrodek Mobilizacyjny w Szczecinie z Pomorskiego Okręgu Wojskowego, orkiestra przeszła w podporządkowanie Inspektoratu Wsparcia Sił Zbrojnych w Bydgoszczy, a jej nazwa zmieniła się na: Orkiestra Wojskowa w Szczecinie. W 2014 orkiestrze zmieniła się podległość i została podporządkowana pod Dowództwo Garnizonu Warszawa. 20 kwietnia 2015 Orkiestra Wojskowa w Szczecinie obchodziła jubileusz 70–lecia, który odbył się w Filharmonii im. Mieczysława Karłowicza w Szczecinie.
W 2015 orkiestra liczyła 29 żołnierzy muzyków. 11 maja 2022 oddano do użytku budynek dla Orkiestry Wojskowej w Szczecinie, którego głównym inwestorem jest Rejonowy Zarząd Infrastruktury w Szczecinie. W 2025 Orkiestra Wojskowa w Szczecinie będzie obchodzić jubileusz 80–lecia.

Insygnia
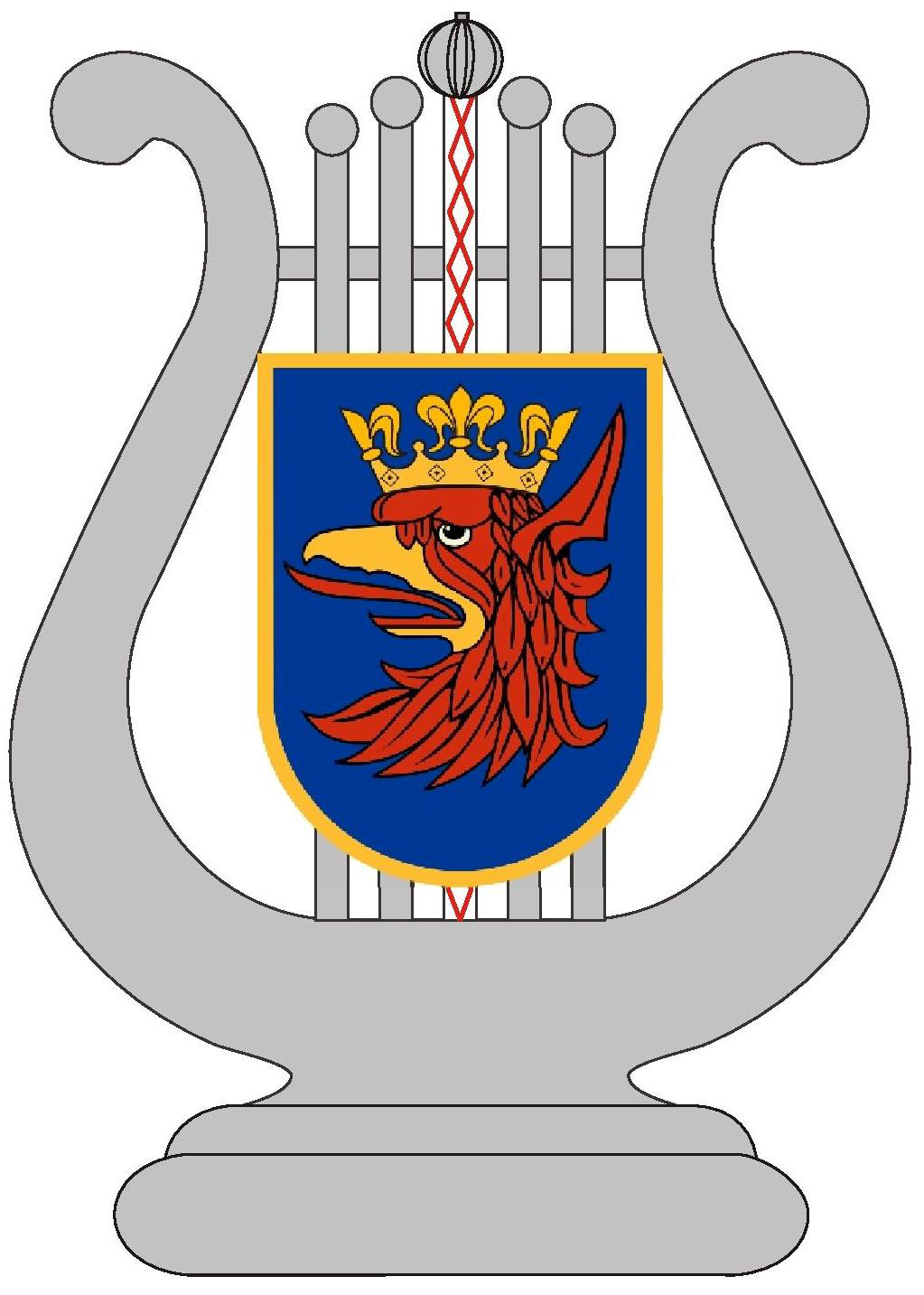
Odznaka pamiątkowa
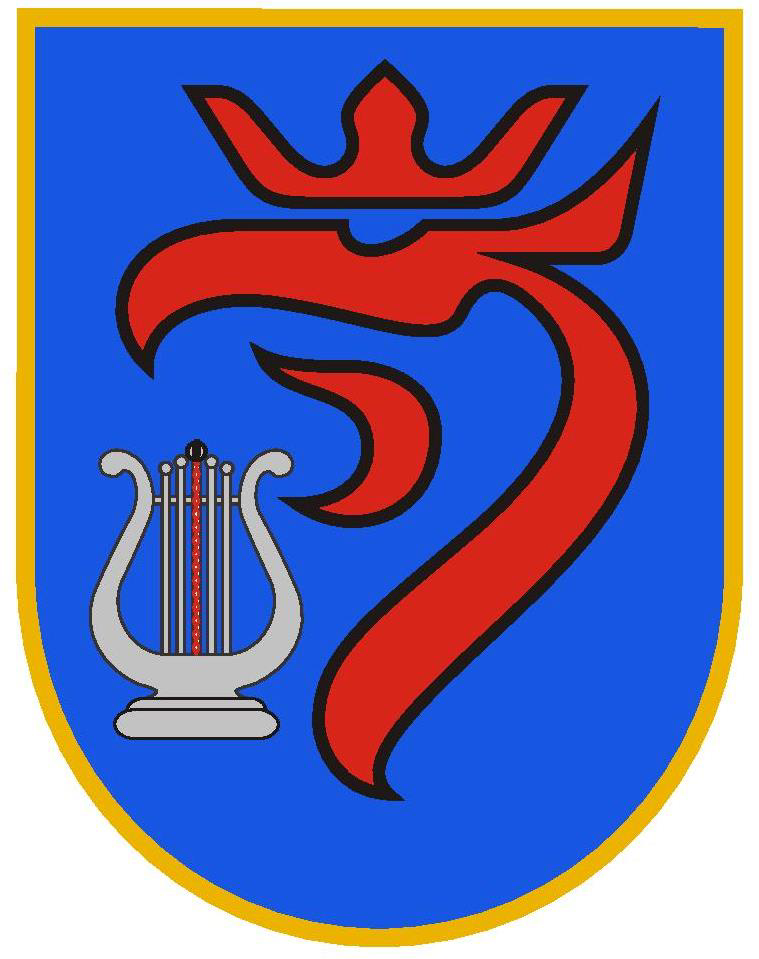
Oznaka rozpoznawcza na mundur wyjściowy
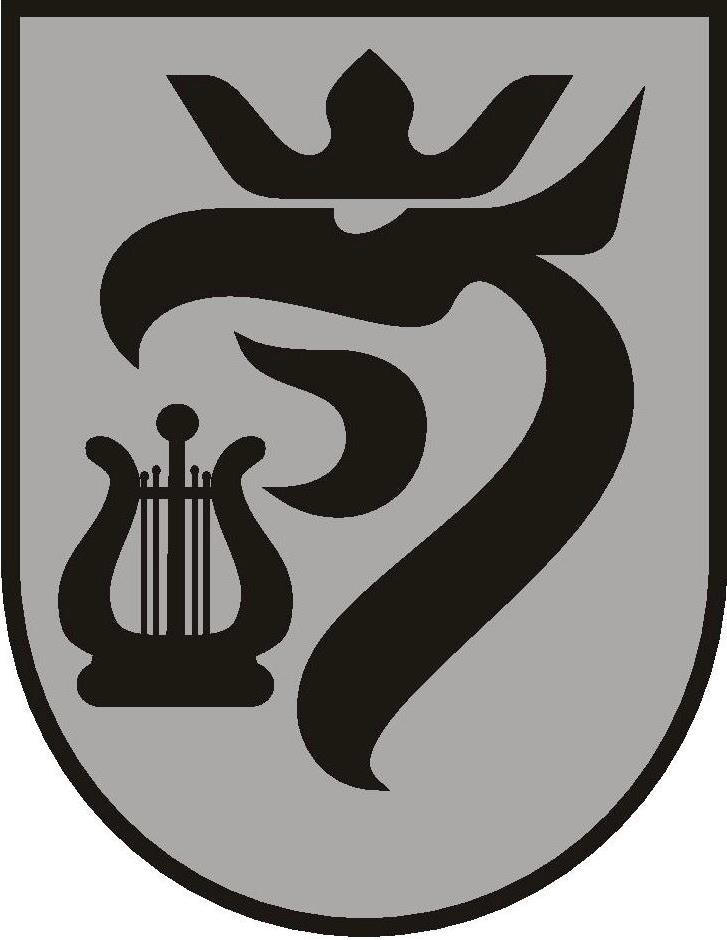
Oznaka rozpoznawcza na mundur polowy
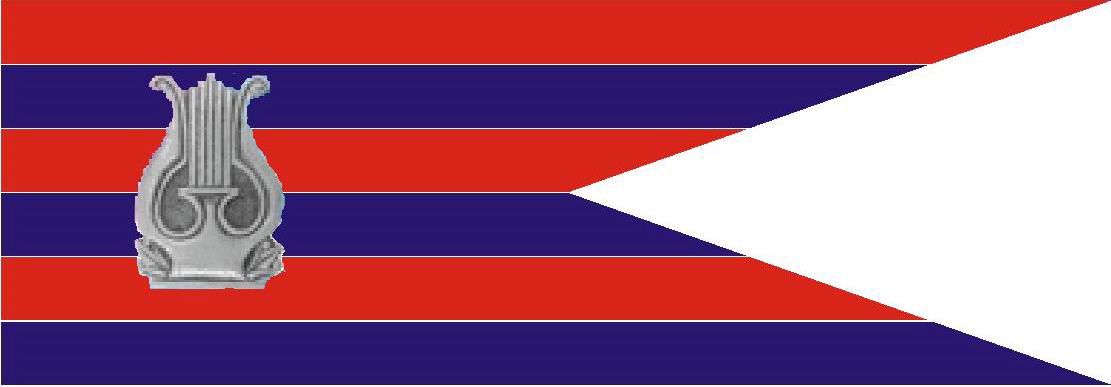
Proporczyk na beret

## Charakterystyka
Orkiestra Wojskowa w Szczecinie zrzeszała w różnych okresach od 20 do ponad 30 etatowych zawodowych oraz nieetatowych muzyków (orkiestrantów), żołnierzy służby zasadniczej, dyrygenta (kapelmistrza) oraz tamburmajora – szefa orkiestry, do którego obowiązków należało prowadzenie orkiestry podczas parad, defilad, a także  pokazu musztry paradnej oraz musztry orkiestrowej.
W skład orkiestry wchodzili i wchodzą instrumentaliści z instrumentami: werbliści, saksofoniści, trębacze, puzoniści, flecista, klarnecista, tuby, waltornie, perkusista, eufonium (tenorowa tuba). Orkiestra spełniała i spełnia ważną funkcję kulturotwórczą w środowiskach wojskowych i cywilnych. Osiągnięcia artystyczne i popularyzatorskie muzyków dokumentuje wiele dyplomów, pucharów, medali i odznak honorowych. Oprócz koncertów prezentowała wielokrotnie defilady w strojach galowych i historycznych.
Orkiestra wojskowa wielokrotnie wykonywała zadania na rzecz jednostek w garnizonach, m.in. Szczecin, Stargard, Choszczno, Drawsko Pomorskie, Drawno, Złocieniec, Kołobrzeg, Koszalin. W okresie swojego istnienia wojskowi muzycy uczestniczyli i uczestniczą w życiu kulturalnym, społecznym i politycznym miast Województwa Zachodniopomorskiego poprzez występowanie w jednostkach wojskowych, klubach garnizonowych, żołnierskich, domach kombatantów, szkołach podstawowych i średnich, przedszkolach oraz uczelniach wyższych.
Orkiestra współpracuje z Wielonarodowym Korpusem Północno-Wschodnim, uczestniczyła i uczestniczy w międzynarodowych spotkaniach muzycznych orkiestr wojskowych m.in. w Niemczech (Düsseldorf, Bremerhaven, Neubrandenburg, Rostock). Orkiestra koncertowała w Danii w Międzynarodowej Siedzibie NATO w Karup.

## Repertuar
W repertuarze zespołu znajdowały się i są zarówno kompozycje muzyki poważnej w transkrypcji na orkiestrę dętą; uwertury, symfonie, poematy symfoniczne, tańce; jak i muzyka o tematyce żołnierskiej oraz rozrywkowa w szerokim znaczeniu tego słowa (znane standardy, opracowania piosenek).
Orkiestra brała i bierze udział w uroczystościach wynikających z Ceremoniału Wojskowego, świętach państwowych, religijnych prezentując musztrę paradną w występach dla mieszkańców w garnizonach Województwa Zachodniopomorskiego. Posiada w swoim dorobku nagrania radiowe, audycje telewizyjne oraz wydane płyty CD. Orkiestra koncertuje także poza granicami kraju, upowszechniając i reprezentując Polskę, przedstawia jej historię, tradycję i dorobek kulturalny. Orkiestra Wojskowa w Szczecinie utrzymuje bliskie kontakty muzyczne z Filharmonią Szczecińską, Operą i Operetką. Współpracuje z chórem „Kombatant” działającym przy Zarządzie Okręgowym Związku Kombatantów RP w Szczecinie, gdzie prezentuje różnorodny repertuar.

## Wyróżnienia
Orkiestra Wojskowa w Szczecinie ma liczne wyróżnienia i nagrody, które członkowie orkiestry zdobyli biorąc udział w Festiwalach Orkiestr Wojskowych w Polsce, Danii oraz Niemczech. Była i jest odznaczana licznymi dyplomami, wyróżnieniami i nagrodami, w tym m.in.:
- Warszawa (1948) – orkiestra dyrygowana przez por. Łowińskiego zdobyła pierwszą lokatę na szczeblu okręgu wojskowego, a w finale w dniu 10 września 1948 orkiestra wygrała konkurs i zdobyła miano najlepszej orkiestry Wojska Polskiego[5];
- Bydgoszcz (1975) – orkiestra dywizyjna została wyróżniona przez dowódcę POW gen. dyw. Wojciecha Barańskiego medalem „Za zasługi dla Pomorskiego Okręgu Wojskowego”[31];

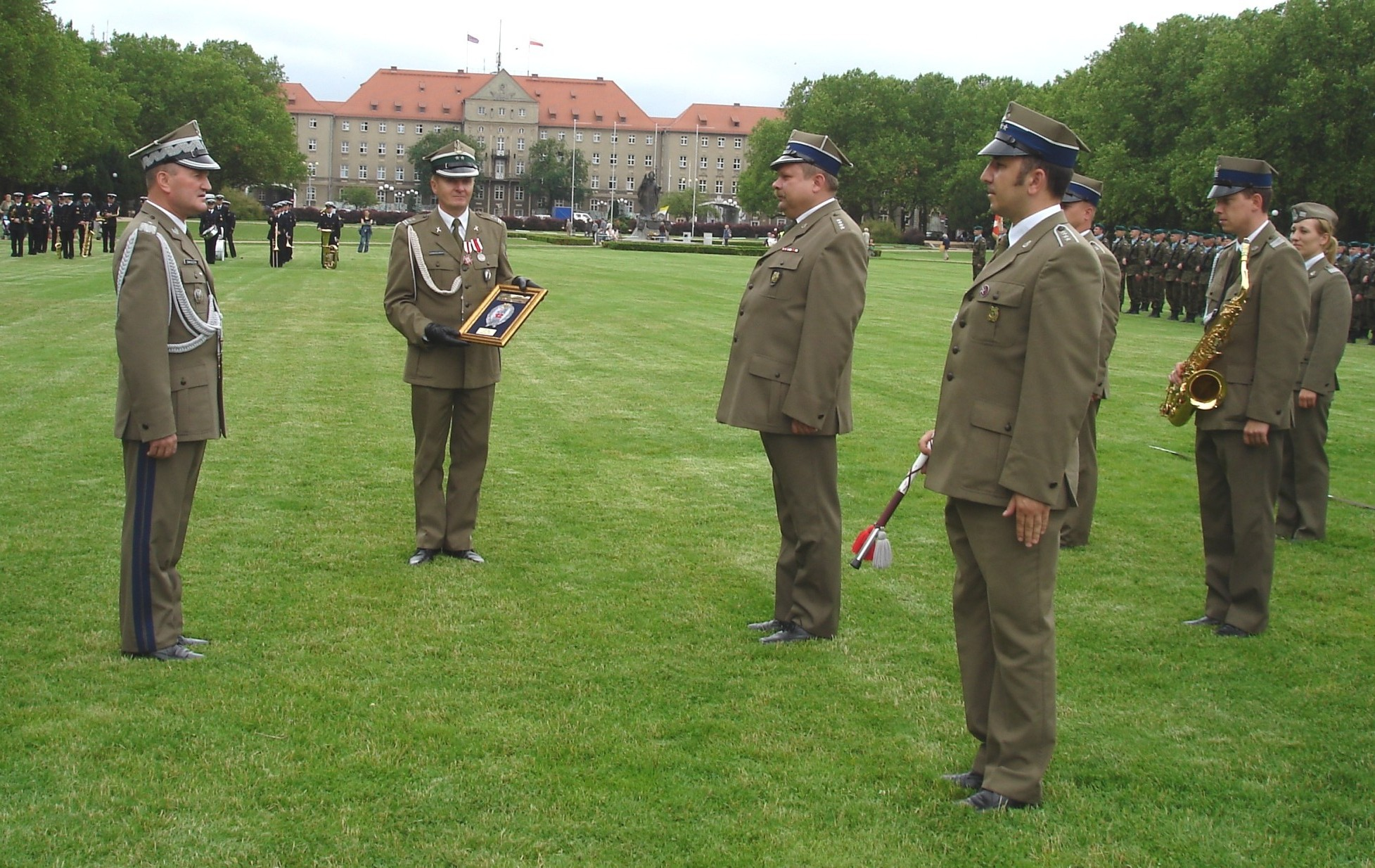
Wyróżnienie Orkiestry (2009)

- Szczecin (2009) – orkiestra garnizonowa została wyróżniona odznaką 12 Dywizji Zmechanizowanej przez pełniącego obowiązki dowódcy 12 Dywizji Zmechanizowanej gen. Andrzeja Gwaderę[33] podczas uroczystości 90-lecia 12 Dywizji Piechoty;
- Bartoszyce (2010) – orkiestra uczestniczyła w I Przeglądzie Orkiestr Garnizonowych[34], gdzie w konkursie musztry paradnej zdobyła tytuł laureata oraz została wybrana przez jury najlepszą orkiestrą Przeglądu[g];
- Szczecin (2010) – wyróżniona Złotą Odznaką Honorową Gryfa Zachodniopomorskiego przyznaną przez Zarząd Województwa Zachodniopomorskiego[29];
- Giżycko (2012) – Orkiestra Wojskowa została laureatem w konkursie estradowym oraz zdobyła tytuł najlepszego instrumentalisty podczas III Przeglądu Orkiestr Wojsk Lądowych[17];
- Świeradów-Zdrój (2012) – Orkiestra Wojskowa ze Szczecina uczestniczyła w 47 Konkursie Orkiestr Wojskowych „Świeradów Zdrój 2012”, gdzie otrzymała tytuł laureata w kategorii musztry paradnej oraz „Złotą buławę” Inspektora Orkiestr WP w festiwalu w Uzdrowisku Świeradów–Czerniawa Zdrój[5][35];
- Warszawa (2016) – podczas Koncertu Noworocznego Dowódcy Garnizonu Warszawa został uhonorowany tytułem „Muzyka Roku” żołnierz muzyk kpr. Dawid Głogowski z Orkiestry Wojskowej w Szczecinie[36];
- Świeradów-Zdrój (2017) – orkiestra uczestniczyła w 52 Festiwalu Orkiestr Wojskowych w Świeradowie Zdroju zajmując czołową lokatę w konkursie musztry paradnej i parady orkiestr wojskowych[37].

Orkiestra wojskowa w Szczecinie liczy obecnie 30 muzyków, większość z nich to wychowankowie Wojskowego Liceum Muzycznego w Gdańsku, absolwenci innych uczelni muzycznych, także wyższych o profilu muzycznym. Dowódcą–kapelmistrzem w Orkiestrze Wojskowej w Szczecinie jest por. Piotr Flis, tamburmajorem plutonowy Paweł Michałko.

## Kapelmistrze
W swojej historii orkiestra miała kapelmistrzów:
- ppor./por. Czesław Łowiński (1945–1945)
- ppor./por. Leon Zawodny (1946–1955)

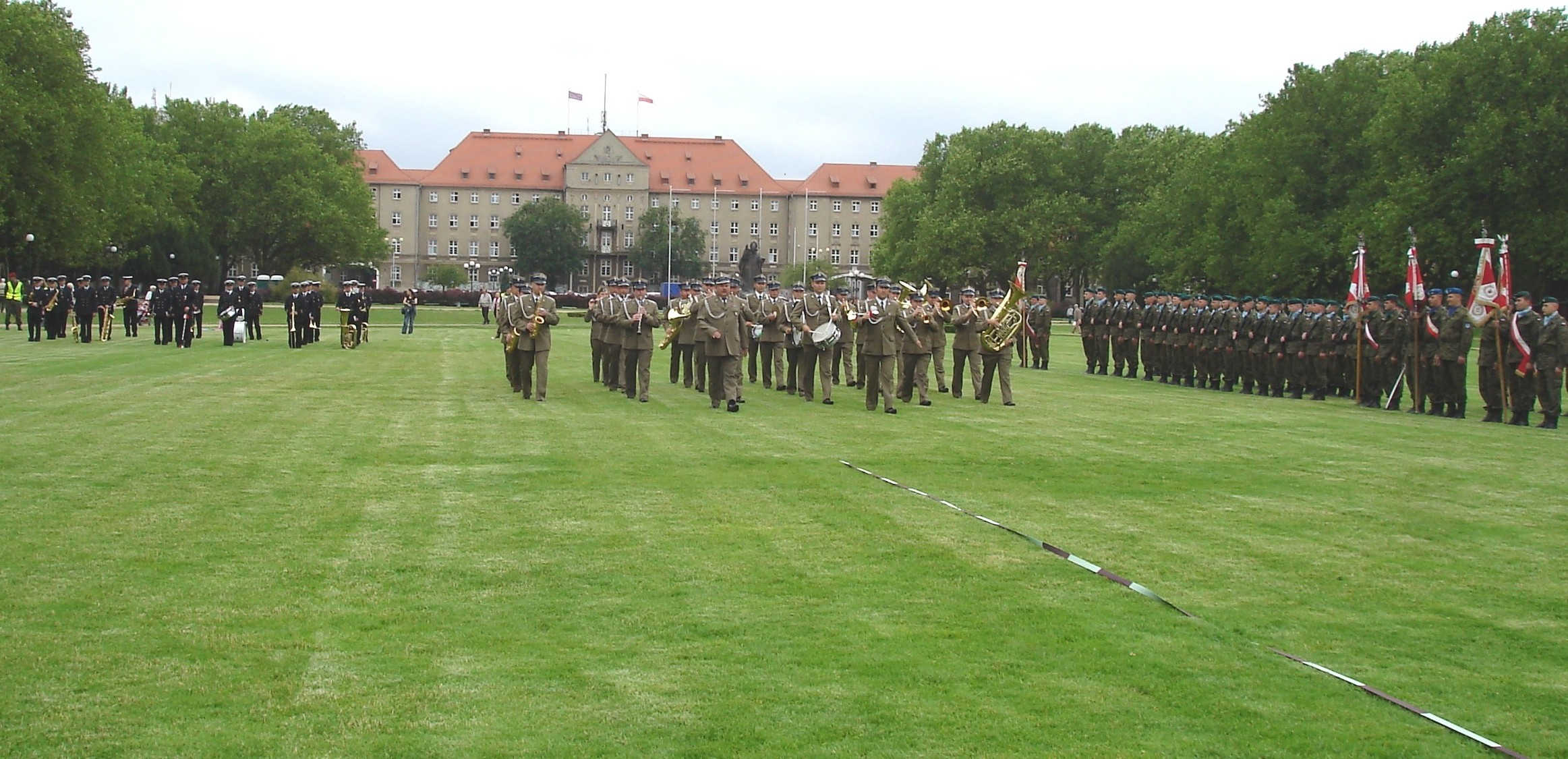
Kapelmistrz kpt. Jarosław Michałko

- kpt. Stanisław Bagiński (1955–1966)
- cz.p.o. st. sierż. Eustachiusz Nosko (1966–1968)
- kpt. Benedykt Grzeszak (1968–1980)
- ppor. Bogdan Rumin (1980–1988)
- kpt. Mirosław Krawczyk (1988–1996)
- cz.p.o. mł. chor. sztab. Maciej Kawalerczyk (1996–2003)
- kpt. Jarosław Michałko (2003–2020)[h]
- cz.p.o. st. chor. szt. Szymon Kiersk (2020–2021)
- kpt. Piotr Flis (2021–obecnie)[43]

## Przekształcenia
1. Orkiestra 12 Dywizji Piechoty (1945–1946) → Orkiestra Garnizonowa 41 pp w Szczecinie (1946–1957) ↘
2. Orkiestra 12 Dywizji Piechoty (1957–1958) → Orkiestra 12 Dywizji Zmechanizowanej (1958–2001) ↘
3. Orkiestra Garnizonu Szczecin (2001–2011) ↘
4. Orkiestra Wojskowa w Szczecinie (2012–obecnie)